# Anambé
I Anambé  sono un gruppo etnico del Brasile (Funasa).

## Lingua
Parlano la lingua anambé che appartiene alle lingue tupi-guaraní. Negli anni ottanta solo gli anziani utilizzavano la lingua madre mentre i membri al di sotto dei trent'anni utilizzavano prevalentemente il portoghese anche se comprendevano senza problemi l'anambé.

## Insediamenti
Vivono nello stato brasiliano del Pará, in un territorio indigeno assegnato loro in via ufficiale.

## Storia
Sono originari dell'area del fiume Pacajá, che scorre nei pressi del fiume Tocantins, vicino Portel. Intorno alla fine del XIX secolo, molte famiglie furono disgregate dai coloni che deportavano gli uomini per farli lavorare come rematori o nei rocas (campi di semina). Si trasferirono poi presso le sorgenti del fiume Cururuí, un affluente del Pacajá, dove formarono il villaggio di Tauá. Nel 1852, alcuni gruppi di Anambé giunsero nella zona del Tocantins dove chiesero protezione e furono collocati in un nuovo villaggio, mentre gli altri restarono sul Pacajá. Nel 1874 erano ridotti a 42 membri dopo una violenta guerra con il gruppo indigeno dei Curumbu. In questo periodo furono colpiti anche da un'epidemia di vaiolo. Fino alla fine del secolo continuarono a spostarsi intorno all'area di Baião fino a quando si stabilirono nei pressi del bacino del fiume Moju. Secondo l'antropologo Napoleão Figueiredo si stabilirono in quest'area insieme al gruppo dei Gaviões do Oeste e furono da questi poi cacciati via. Si spostarono quindi verso il fiume Cairari. Intorno agli anni cinquanta e sessanta cominciarono a lavorare come taglialegna per i coloni che erano giunti in zona negli anni cinquanta.
Nel 1982 furono convinti dalla Fundação Nacional do Índio a trasferirsi nel territorio indigeno dell'Alto Guamá occupato anche dai Tembé con cui avevano varie affinità culturali. Tuttavia, tale area si rivelò inadatta al loro stile di vita da pescatori, essendo il fiume vicino povero di pesci, e ritornarono nei pressi del fiume Cairari nel 1983.